# Unión Regional Andaluza
Unión Regional Andaluza (URA) fue un partido político de centroderecha presentado oficialmente el 21 de diciembre de 1976 con ámbito de actuación en Andalucía, Ceuta y Melilla, liderado por Luis Jáudenes García de Sola y Luis Cervera-Álvarez Osorio. Fue registrado oficialmente en el Ministerio del Interior el 9 de febrero de 1977.
El partido proponía el establecimiento de un sistema político democrático, basado en la soberanía popular y en la monarquía como forma de Estado, y el pleno reconocimiento de los derechos humanos. Señalaba como objetivos alcanzar, en el ámbito territorial, la fijación de los recursos financieros propios de la región.
En las elecciones generales españolas de 1977 solo obtuvo 21 350 votos y ninguna representación. En diciembre de 1978 se integraron en Derecha Democrática Española, sin embargo abandonaron dicha coalición en marzo de 1979 y desmintieron su disolución.